# 塚本駅

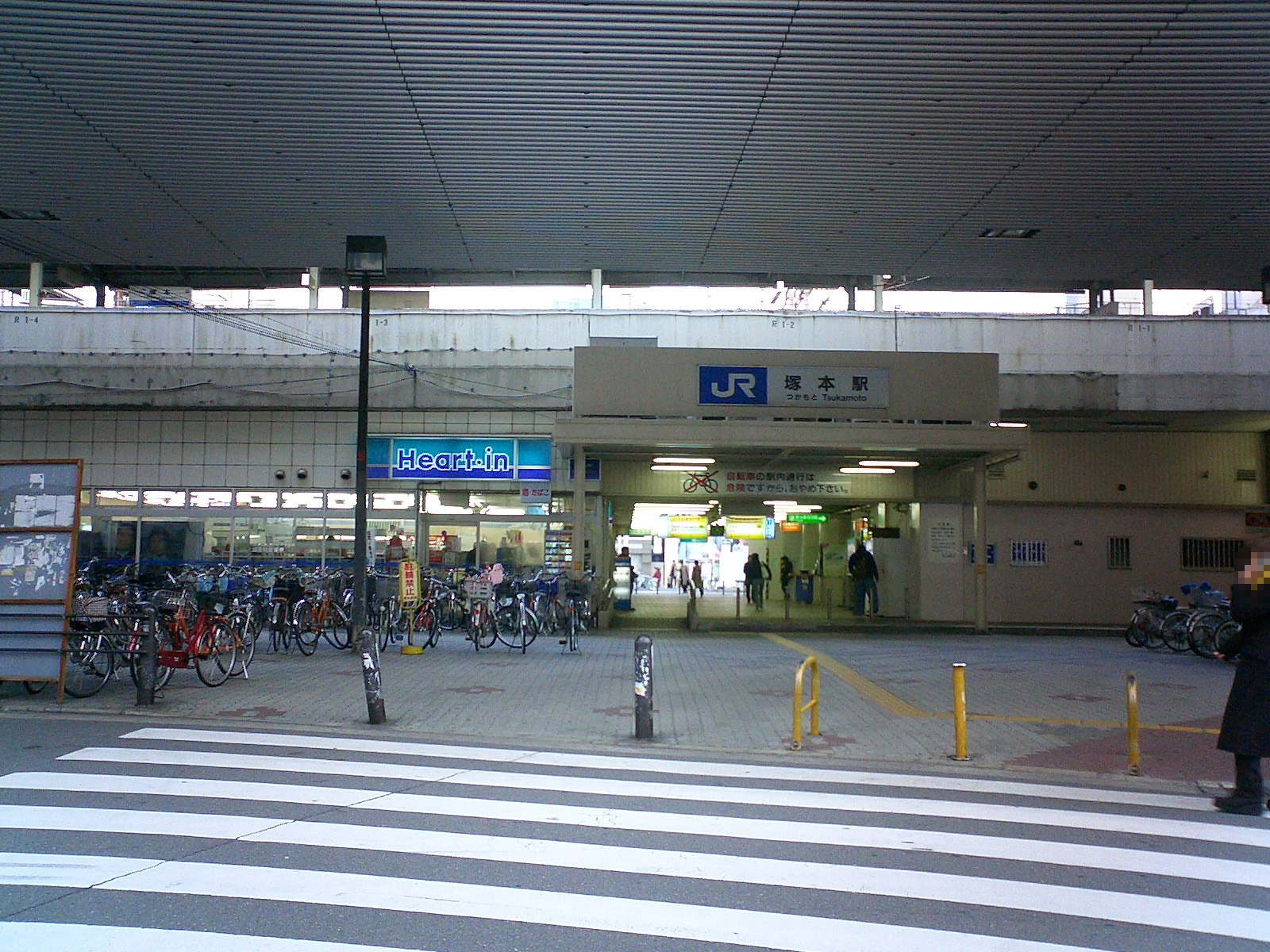
南口（2008年2月）

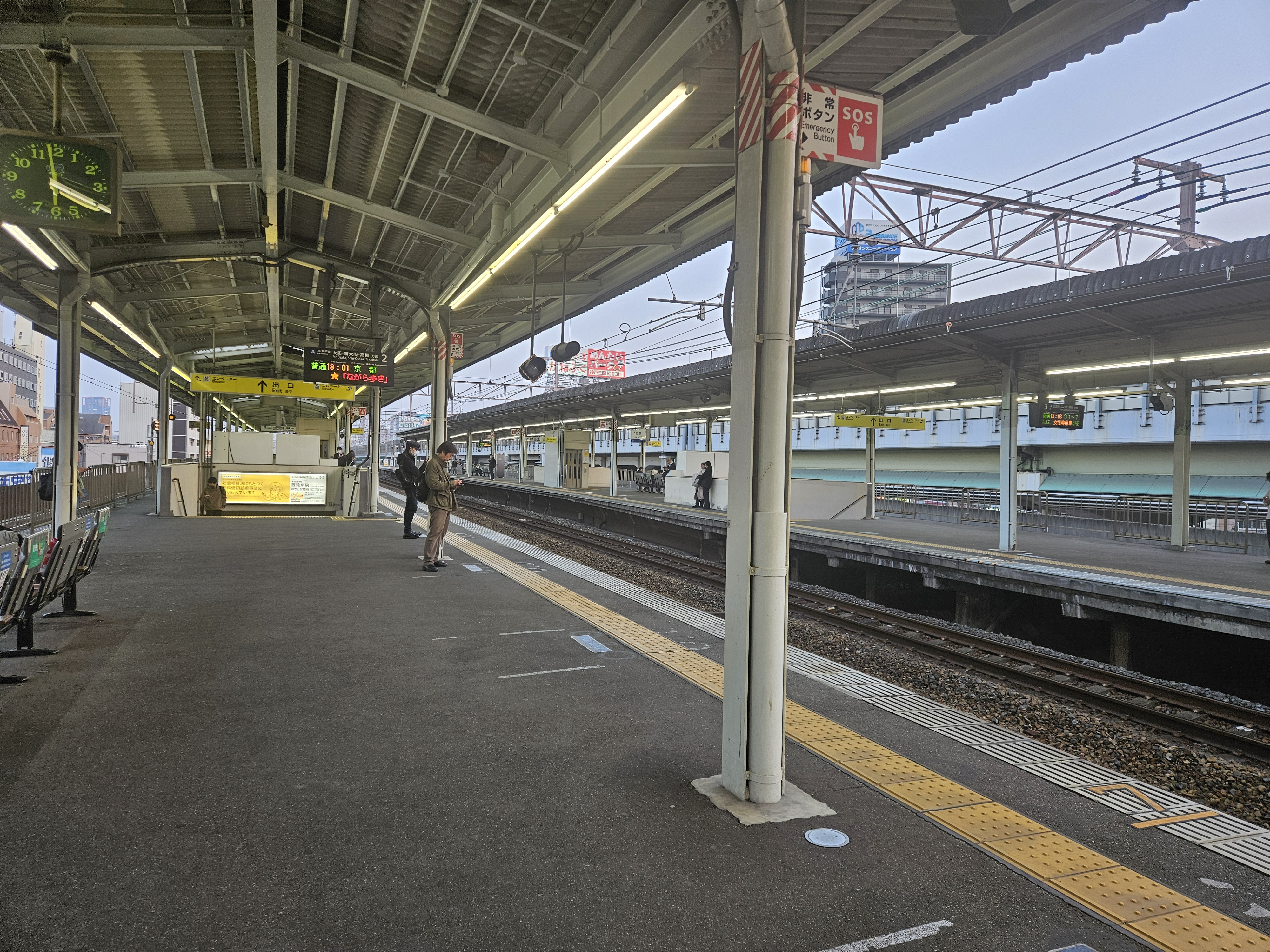
ホーム（2025年3月）

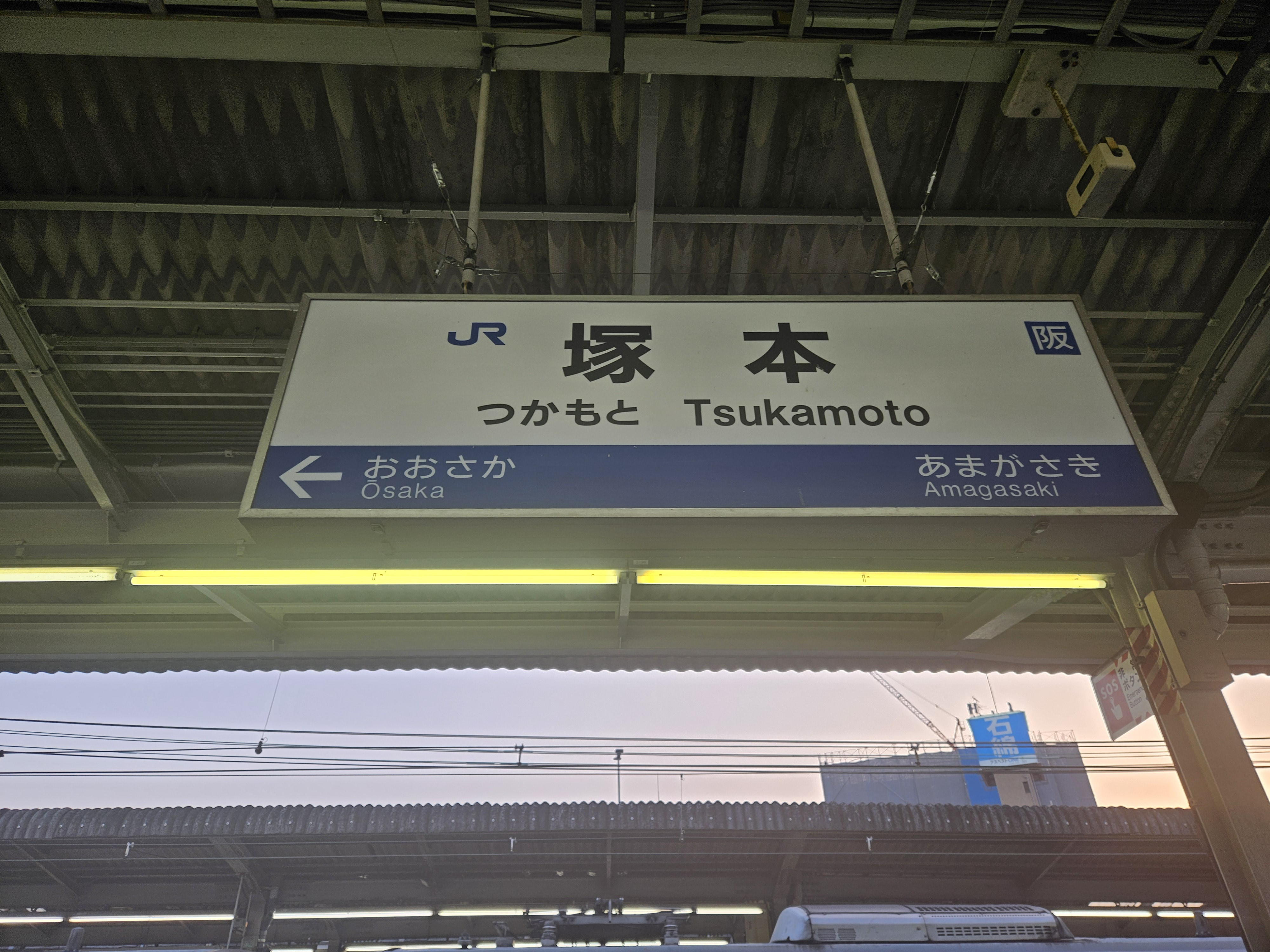
駅名標（2025年3月）

塚本駅（つかもとえき）は、大阪府大阪市淀川区塚本二丁目にある、西日本旅客鉄道（JR西日本）東海道本線の駅である。駅番号はJR-A48・JR-G48。

## 概要
東海道本線吹田駅 - 須磨駅間の電気運転開始と同時に営業を開始した駅である。当駅の尼崎方には北方貨物線が分岐・合流するデルタ線があり、デルタ線自体も当駅の構内として含まれている。これについては後述する。
東海道本線については「JR神戸線」の愛称区間に含まれている。また東海道本線の列車の他、尼崎駅から分岐する福知山線（JR宝塚線）に直通する一部列車が停車する。

## 歴史
ここでは前身である歌島信号場についても述べる。
- 1918年（大正7年）
  - 5月15日：国有鉄道東海道本線の大阪駅 - 神崎駅（現・尼崎駅）間に歌島仮信号所を開設[2]。
  - 8月1日：北方貨物線開業により歌島仮信号所が同貨物線の分岐点となり、歌島聯絡所に改称される[2]。
- 1922年（大正11年）4月1日：歌島聯絡所が歌島信号場（初代）に改称される[2]。
- 1926年（大正15年）11月15日：東灘駅（現在の摩耶駅）までの複々線化に伴い、歌島信号場（初代）が廃止[2]。
- 1934年（昭和9年）
  - 5月25日：大阪駅から北方貨物線宮原操車場方面への西回り回送線設置に伴い、分岐点に歌島信号場（2代目）を開設[2]。
  - 7月20日：歌島信号場の東側800mの位置に旅客ホームが設置され、塚本駅として開業[2]。旅客および荷物扱いのみ[2]。歌島信号場は同駅に統合される[2]。開業時の駅舎は、三角屋根の洋風建築であった。
- 1945年（昭和20年）6月15日：空襲により、駅舎が焼失。
- 1948年（昭和23年）5月：2代目の駅舎が改築。
- 1967年（昭和42年）1月10日：高架化工事が着工。
- 1969年（昭和44年）10月1日：高架化される。
- 1970年（昭和45年）10月1日：駅舎改築工事が着工。
- 1972年（昭和47年）10月1日：3代目駅舎が竣工。
- 1986年（昭和61年）3月3日：荷物扱い廃止[2]。
- 1987年（昭和62年）4月1日：国鉄分割民営化により西日本旅客鉄道（JR西日本）の駅になる[2]。
- 1988年（昭和63年）3月13日：路線愛称の制定により、「JR神戸線」、「JR宝塚線」の愛称を使用開始。
- 1995年（平成7年）
  - 1月17日：阪神・淡路大震災により、営業休止。
  - 1月18日：大阪駅 - 尼崎駅間の復旧により、営業再開。
- 1997年（平成9年）
  - 3月8日：JR神戸線標準接近メロディ「さざなみ」導入[4]。
  - 10月4日：自動改札機を設置し、供用開始[5]。
- 2002年（平成14年）7月29日：JR京都・神戸線運行管理システム導入[6]。
- 2003年（平成15年）11月1日：ICカード「ICOCA」の利用が可能となる。
- 2004年（平成16年）8月7日：エレベーターの使用が開始される。また、1・4番のりばにステンレス製の安全柵が設置される。
- 2006年（平成18年）10月9日：電光掲示板導入。
- 2007年（平成19年）3月18日：駅自動放送を更新。
- 2015年（平成27年）3月12日：入線警告音見直しに伴い、接近メロディをJR神戸線標準接近メロディ「さざなみ」の音質見直し版に再び変更する[7]。
- 2018年（平成30年）3月17日：駅ナンバリングが導入される[8]。
- 2025年（令和7年）
  - 3月31日：みどりの窓口の営業を終了[9]。
  - 4月1日：みどりの券売機プラスを導入[9]。

## 駅構造
8両編成対応島式ホーム2面4線を有する高架駅である。外側線に面するホームには安全柵（一部開閉可能）が設置され通常は乗降出来ず、実質的には相対式2面2線になっている。このため、JR宝塚線の電車のうち、外側線を走行するものは普通列車でも通過する。
直営駅で、大阪駅（管理駅）の管理下にあるが、地区駅として駅長が配置されている。ただし、傘下に置いている駅が無く地区駅単独で存在という形態となっている。ICOCAの利用エリア、及び特定都区市内制度における「大阪市内」に属する駅である。

### のりば
| のりば | 線路     | 路線・直通路線             | 行先                       |
| ------ | -------- | -------------------------- | -------------------------- |
| 1      | 上り外側 | （通過列車のみのため閉鎖） | （通過列車のみのため閉鎖） |
| 2      | 上り内側 | JR京都線                   | 大阪・新大阪・京都方面     |
| 3      | 下り内側 | JR神戸線                   | 尼崎・三ノ宮方面           |
| 3      | 下り内側 | JR宝塚線                   | 宝塚方面                   |
| 4      | 下り外側 | （通過列車のみのため閉鎖） | （通過列車のみのため閉鎖） |

- 上表の路線名は、当駅における旅客案内上の路線名（愛称）に従った。当駅は「JR神戸線」の区間の途中駅に当たるが、案内上では下り三ノ宮・宝塚方面のみ「JR神戸線」と案内され、上り大阪・京都方面は「JR京都線」（大阪駅以東の愛称）として案内されている。これは大阪駅 - 尼崎駅間でJR神戸線系統とJR宝塚線系統が混在することから、便宜上直通先の名称を使うことで、同じ方向に向かう2つの系統を一まとめにしているためである（新大阪駅でも同様の案内がされている。「JRおでかけネット」の当駅の構内図でも、同様の表記がなされている）。後述の通り、旅客案内上では「JR宝塚線」の名称は余り使われていない。
- 快速電車のうち、新快速・朝ラッシュ時のJR神戸線快速・JR宝塚線直通の丹波路快速・快速・区間快速については外側のホーム（1・4番線）、JR神戸線の日中・夕方・夜の快速は原則内側の2・3番線を通過する。

### デルタ線
当駅の尼崎方では、北方貨物線の宮原操車場（網干総合車両所宮原支所）への回送線が分岐している。その北方貨物線はさらに尼崎方で東海道本線に合流しており、当駅 - 尼崎駅 - 宮原操車場でデルタ線を形成している。宮原支所からは大阪方面と神戸方面の双方に出入りすることが出来る形になっている。このデルタ線そのものも当駅構内として扱われている。
上り線については北方貨物線の分岐点に当駅の第1場内信号機がある。その後はデルタ線内に第2場内信号機、大阪方 - 宮原方の回送線の合流地点に第3場内信号機、そしてホーム手前に第4場内信号機があり、大阪方には出発信号機も設けられている。

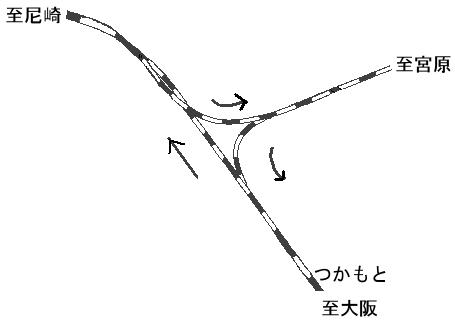
当駅 - 尼崎駅 - 宮原操車場のデルタ線

一方、下り線については、ホーム手前の信号機は場内信号機ではなく第0閉塞信号機であり、ホームの尼崎方にある出発信号機相当の信号機の方を場内信号機として、宮原方への回送線を分岐させている。その後はいくつかの構内閉塞信号機がデルタ線内に設けられており、北方貨物線の合流地点に当駅の出発信号機がある形になっている。
そのため当駅の旅客設備に限っていえば、上り線については停車場であるが、下り線については停留所扱いとなる。また、大阪方 - 宮原方の回送線は外側線にしかつながっていない。

北方貨物線と、大阪方 - 宮原方の回送線の分岐・合流地点は、運転取扱上では「塚本（信）」と扱われるが、独立した信号場というわけではない。

## ダイヤ
東海道本線（JR神戸線）神戸方面へ出入りする系統と、隣の尼崎駅から福知山線（JR宝塚線）に入る系統が交互に停車する形になっている。ただし、JR宝塚線の普通電車のうち、外側線を走行するもの（大阪駅発着電車）は当駅を通過し、内側線を走行するもの（JR京都線直通の「各駅停車」）は全て停車する。駅の運賃表の路線図でも大阪駅 - 尼崎駅はJR神戸線とJR宝塚線を重複させた書き方になっているが、塚本駅の欄はJR神戸線側にのみ記載されており（福知山支社管内を除く）、当駅の案内標識や改札口の発車標でも「JR宝塚線」の表記は使われていない。そのため、当駅は「JR神戸線」としてのみの駅で、停車するJR宝塚線列車は尼崎駅以東をJR神戸・京都線の列車として運転されているという扱いがなされている（東急大井町線における二子新地駅や高津駅と同様）。2003年11月30日まではJR京都線直通の「各駅停車」でも当駅のみ通過するものがあった。

## 利用状況
2023年（令和5年）度の1日平均乗車人員は18,724人である。
近年の1日平均乗車人員の推移は以下の通りである。
| 年度               | 1日平均 乗車人員 | 増減率 | 定期利用状況 | 定期利用状況 | 出典          |
| 年度               | 1日平均 乗車人員 | 増減率 | 1日平均      | 定期率       | 出典          |
| ------------------ | ---------------- | ------ | ------------ | ------------ | ------------- |
| 1988年（昭和63年） | 20,994           |        | 14,586       | 69.5%        | [ 大阪府 1 ]  |
| 1989年（平成元年） | 21,301           | 1.5%   | 14,678       | 68.9%        | [ 大阪府 1 ]  |
| 1990年（平成02年） | 21,944           | 3.0%   | 14,970       | 68.2%        | [ 大阪府 2 ]  |
| 1991年（平成03年） | 22,747           | 3.7%   | 15,544       | 68.3%        | [ 大阪府 3 ]  |
| 1992年（平成04年） | 22,896           | 0.7%   | 15,574       | 68.0%        | [ 大阪府 4 ]  |
| 1993年（平成05年） | 22,690           | -0.9%  | 15,335       | 67.6%        | [ 大阪府 5 ]  |
| 1994年（平成06年） | 23,025           | 1.5%   | 15,268       | 66.3%        | [ 大阪府 6 ]  |
| 1995年（平成07年） | 23,587           | 2.4%   | 15,487       | 65.7%        | [ 大阪府 7 ]  |
| 1996年（平成08年） | 23,164           | -1.8%  | 15,176       | 65.5%        | [ 大阪府 8 ]  |
| 1997年（平成09年） | 19,504           | -15.8% | 12,633       | 64.8%        | [ 大阪府 9 ]  |
| 1998年（平成10年） | 18,766           | -3.8%  | 12,042       | 64.2%        | [ 大阪府 10 ] |
| 1999年（平成11年） | 18,224           | -2.9%  | 11,605       | 63.7%        | [ 大阪府 11 ] |
| 2000年（平成12年） | 17,979           | -1.3%  | 11,359       | 63.2%        | [ 大阪府 12 ] |
| 2001年（平成13年） | 17,755           | -1.2%  | 11,137       | 62.7%        | [ 大阪府 13 ] |
| 2002年（平成14年） | 17,028           | -4.1%  | 10,678       | 62.7%        | [ 大阪府 14 ] |
| 2003年（平成15年） | 16,997           | -0.2%  | 10,689       | 62.9%        | [ 大阪府 15 ] |
| 2004年（平成16年） | 16,878           | -0.7%  | 10,841       | 64.2%        | [ 大阪府 16 ] |
| 2005年（平成17年） | 16,773           | -0.6%  | 10,842       | 64.6%        | [ 大阪府 17 ] |
| 2006年（平成18年） | 16,914           | 0.8%   | 10,938       | 64.7%        | [ 大阪府 18 ] |
| 2007年（平成19年） | 17,139           | 1.3%   | 11,253       | 65.7%        | [ 大阪府 19 ] |
| 2008年（平成20年） | 17,110           | -0.2%  | 11,340       | 66.3%        | [ 大阪府 20 ] |
| 2009年（平成21年） | 16,706           | -2.4%  | 11,101       | 66.4%        | [ 大阪府 21 ] |
| 2010年（平成22年） | 16,559           | -0.9%  | 11,067       | 66.8%        | [ 大阪府 22 ] |
| 2011年（平成23年） | 16,532           | -0.2%  | 11,037       | 66.8%        | [ 大阪府 23 ] |
| 2012年（平成24年） | 16,583           | 0.3%   | 11,061       | 66.7%        | [ 大阪府 24 ] |
| 2013年（平成25年） | 16,932           | 2.1%   | 11,447       | 67.6%        | [ 大阪府 25 ] |
| 2014年（平成26年） | 16,999           | 0.4%   | 11,499       | 67.6%        | [ 大阪府 26 ] |
| 2015年（平成27年） | 17,552           | 3.3%   | 11,819       | 67.3%        | [ 大阪府 27 ] |
| 2016年（平成28年） | 17,757           | 1.2%   | 11,917       | 67.1%        | [ 大阪府 28 ] |
| 2017年（平成29年） | 18,158           | 2.3%   | 12,275       | 67.6%        | [ 大阪府 29 ] |
| 2018年（平成30年） | 18,613           | 2.5%   | 12,640       | 67.9%        | [ 大阪府 30 ] |
| 2019年（令和元年） | 19,027           | 2.2%   | 12,975       | 68.2%        | [ 大阪府 31 ] |
| 2020年（令和02年） | 15,974           | -16.0% | 11,342       | 71.0%        | [ 大阪府 32 ] |
| 2021年（令和03年） | 16,260           | 1.8%   | 11,239       | 69.1%        | [ 大阪府 33 ] |
| 2022年（令和04年） | 17,806           | 9.5%   | 11,941       | 67.1%        | [ 大阪府 34 ] |
| 2023年（令和05年） | 18,724           | 5.2%   | 12,577       | 67.2%        | [ 大阪府 35 ] |

## 駅周辺
駅の所在地は淀川区であるが、西淀川区との境に駅がある。西口は西淀川区である。
- 阪神高速11号池田線塚本ランプ
- 大阪府立北野高等学校
- サンリバー柏里商店街
- 大阪コミュニティワーカー専門学校
- 淀川（毎年8月上旬には河川敷にてなにわ淀川花火大会が開催されるため、最寄り駅である当駅は大混雑する）
- 江崎グリコ本社
- 柏里三丁目商店街
- ベストウェスタン大阪塚本

備考
この辺りは、鉄道唱歌にも「大阪いでて右左 菜種ならざる畑もなし」と歌われたように、明治時代までは一面が農村地帯であった。その後民家や工場が立ち並ぶようになったため、駅が設置された。

## バス路線
大阪シティバスの以下の路線が発着する。
- 塚本駅前停留所（駅南東・姫島通沿い）
  - 43号系統：酉島車庫前 / 大阪駅前（北口）
- 塚本駅北口停留所（駅北側・淀川通沿い）
  - 42号系統：大阪駅前（北口）/ 中島公園・中島二丁目
  - 92号系統：大阪駅前（北口）/ 福町

## その他
- 隣の尼崎駅との駅間距離はJR神戸線区間内では最長（4.3km）である。
- 当駅からJR東西線の加島駅に向かう場合、途中下車をしないことを条件に「大阪市内」発着の乗車券だけで大阪市外にある隣の尼崎駅（兵庫県尼崎市）を経由出来る特例がある（尼崎駅 ⇔ 加島駅間往復分の運賃は不要）。
- 兵庫県内のJRの駅から新大阪駅で乗り換えて東海道・山陽新幹線に乗車する場合で、予め「大阪市内」からの乗車券を購入していた場合は、乗車駅で購入する乗車券は当駅までではなく運賃が安い加島駅までを購入すればよい（新大阪駅の新幹線乗り換え改札口の自動改札機は、そのように精算されるよう対応している。交通系ICカードで乗車した場合も同様）。
- 当駅は大阪府内で唯一、JR神戸線標準接近メロディ「さざなみ」が導入されている。

## 隣の駅
西日本旅客鉄道（JR西日本）
 JR神戸線（東海道本線）
■新快速・■快速
通過
■普通
大阪駅 (JR-A47) - 塚本駅 (JR-A48) - 尼崎駅 (JR-A49)
 JR宝塚線（大阪駅 - 尼崎駅間東海道本線）
■丹波路快速・■快速・■区間快速・■普通（外側線経由）
通過
■普通（内側線経由）
大阪駅 (JR-G47) - 塚本駅 (JR-G48) - 尼崎駅 (JR-G49)
東海道本線貨物支線（北方貨物線）
宮原操車場 - （塚本駅） - 尼崎駅

### 記事本文